# Ernst Hutter
Ernst Hutter (Opfenbach bij Lindau, 1958) is een Duitse muzikant, componist en arrangeur. Hij is dirigent van Die Original Egerländer Musikanten.

## Composities
Ernst Hutter schreef onder andere de volgende stukken:
- Egerländer Festtagspolka (polka)
- Für meine Freunde (slow)
- Mitten ins Herz (polka)
- Spaziergang in Eger (polka)
- Das Feuer brennt weiter (mars)
- Freundschaft ohne Grenzen (polkalied)

- Gemeinsame Normdatei: 135183936
- International Standard Name Identifier: 0000 0000 5691 4873
- Library of Congress Control Number: no2015170165
- MusicBrainz: 78e46454-8664-4cc9-a3be-38a8e7d9b294
- Nationale Bibliotheek van Israël: 987007335363505171
- Virtual International Authority File: 160145541779196600665